# Odos
Odos é uma comuna francesa na região administrativa de Occitânia, no departamento dos Altos Pirenéus. Estende-se por uma área de 8,77 km². Em 2010 a comuna tinha 3 351 habitantes (densidade: 382,1 hab./km²).